# Yohannes IV.

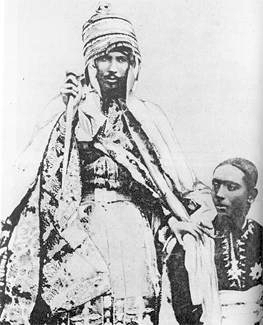
Yohannes IV., Negus Negest und Kaiser von Äthiopien, mit Sohn Ras Araya Selassie Yohannes

Yohannes IV. (auch Johannes IV., äthiop. ዮሐንስ ፬ኛ; eigentlich Kassa, auf Tigrinya Kahsay, Pferdename Abba Bezbiz), vollständig Dajazmach Kassa Sebagadis (* 1831; † 10. März 1889 in Metemma bzw. Gallabat an der Grenze zum Sudan) war Fürst von Tigray und von 1872 bis 1889 Kaiser von Äthiopien.

## Leben
Yohannes IV. war der Nachfolger von Tekle Giyorgis II., den er am 11. Juli 1871 in der Schlacht am Assam (nahe Adua) entscheidend geschlagen und seitdem in Gefangenschaft gehalten hatte. Am 21. Januar 1872 wurde er in Aksum zum König gekrönt. Wie sein Vorgänger konnte er die Herrschaft über alle äthiopischen Provinzen in seiner Hand vereinigen.
Anders als sein Vorvorgänger Theodor II. war Yohannes innenpolitisch eher versöhnlicher, dies ist am Umgang mit Ras Adal und Ras Menelik (dem späteren Kaiser Menelik II.) zu erkennen, die nach ihrer Unterwerfung nicht abgesetzt wurden, jedoch Tribut zu entrichten hatten. Dieses Verhalten stand im krassen Gegensatz zum Handeln seines Vorgängers Theodor II., der sich so viele Feinde schuf.
Während ihrer Strafexpedition nach Äthiopien im Jahr 1868 hatte Yohannes IV. die Briten unterstützt und war dafür von ihnen durch die Überlassung von Waffen und Munition belohnt worden. In den Jahren 1875 und 1876 hatte er ägyptische Invasionen abgewehrt, sich anschließend aber dazu verpflichtet, den Ägyptern bei der Evakuierung ihrer Garnisonen an der sudanesisch-äthiopischen Grenze während des Mahdi-Aufstandes im Sudan zu helfen. Bereits 1885 war es deshalb zu Kämpfen mit den Mahdisten gekommen. 1887 siegten die Mahdisten bei Debra Sin und konnten Gonder einnehmen und plündern.
Yohannes IV. machte dem Kalifen der Mahdisten Abdallahi ibn Muhammad ein Friedensangebot, welches abgelehnt wurde. Der Kaiser verkündete daraufhin, dass er gegen Khartum ziehen würde. Im März 1889 griffen die Äthiopier unter Führung des Kaisers den Sudan an. Am 9. März kam es zur Schlacht von Gallabat (auch Schlacht bei Metemma genannt). Es schien, als ob die Mahdisten die Schlacht bereits verloren hätten, als der Kaiser von einem Heckenschützen tödlich getroffen wurde. Auf dem Sterbebett bestimmte Yohannes seinen Sohn Mengesha Yohannes zum Nachfolger. Die äthiopischen Truppen zogen sich daraufhin zurück. Am 11. März nahmen die Mahdisten die Verfolgung auf und in einer zweiten Schlacht am Fluss Atbara wurden die Äthiopier in die Flucht geschlagen. Dabei gelang es den Mahdisten, den Körper Yohannes’ IV. zu erbeuten und in ihre Hauptstadt Omdurman mitzunehmen. Dort wurde sein Haupt auf einer Lanze zur Schau gestellt.

### Persönliches

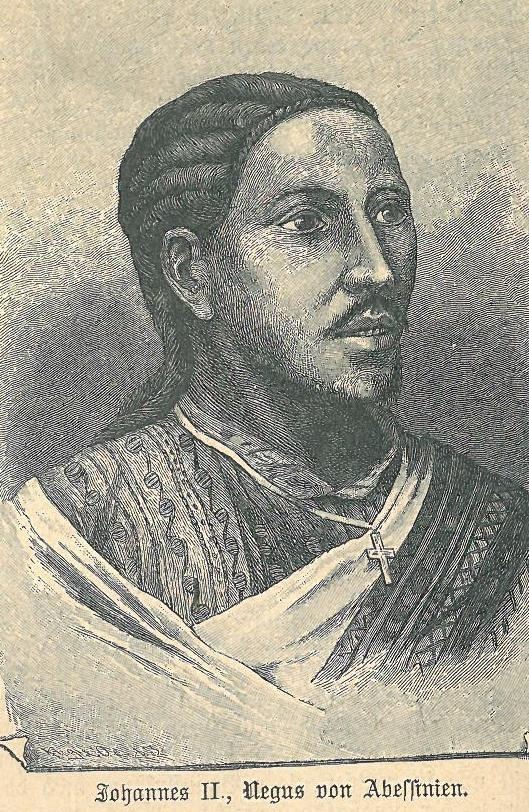
Yohannes IV.

Yohannes wird von Gerhard Rohlfs als tief religiöser Herrscher beschrieben. Rohlfs, der ihn im Jahr 1880/1881 im Auftrag des Deutschen Kaisers Wilhelm I. in Debre Tabor, in Begleitung von Anton Stecker aufsuchte, beschreibt ihn in religiösen Dingen unnachgiebig und von seiner Mission des Kampfes mit den Moslems überzeugt. Im Jahr 1880 erging durch Yohannes der Befehl, dass alle Moslems in seinem Herrschaftsbereich entweder zum christlichen Glauben übertreten oder auswandern müssten. Rohlfs bemerkt, dass die Bewohner – ihm früher als moslemisch bekannter Orte – nun sämtlich christlich waren. Dies war leicht zu erkennen, da es bei den christlichen Abessiniern Sitte sei, ein blaues Band um den Hals zu tragen.

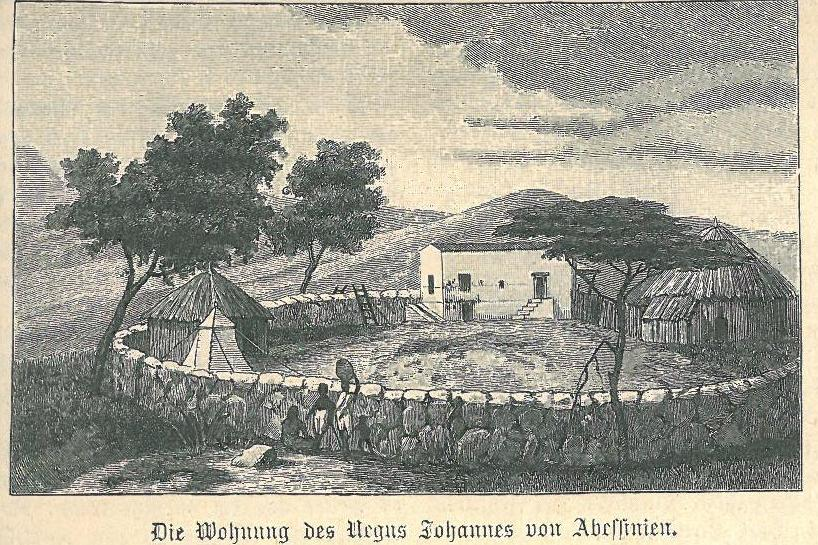
Residenz von Yohannes IV. in Debre Tabor

Auch rühmt sich Yohannes in der Audienz selbst: „Jetzt habe ich nur noch Christen und einige Falascha in Abessinien.“
Rohlfs vermied es, in der Audienz auf religiöse Streitfragen einzugehen, obwohl der Kaiser das Thema immer wieder aufgreift. Rohlfs bemerkt: „Hatte doch erst vor kurzem der Kaiser mit dem bald darauf aus Abessinien ausgewiesenen Bischof Massaya und anderen Geistlichen aus Shewa einen großen Disput gehabt, der damit endete, dass man den eingeborenen Geistlichen, welche katholisch geworden und die Einheit in der Natur Christi anders auffassten, die Zunge abschnitt“.
An anderer Stelle bemerkt Rohlfs: „Kann man überhaupt mit einem Priester streiten? Und der jetzige Kaiser von Abessinien (Yohannes) ist ja so ein Priester, der summus episcopus, er kennt die Bibel wie kein anderer…“
Als persönliches Geschenk Rohlfs’ wurde dem Kaiser ein Solinger Schwert, ursprünglich für den Sultan von Uadai bestimmt, übergeben. Das Geschenk des deutschen Kaisers war ein bei Gerson in Berlin gefertigter, großer, wertvoller Schirm, mit reichen Stickereien, Goldarabesken und Goldfransen mit einem Durchmesser von zwei Metern. Schirme waren in Abessinien ein Zeichen der Fürsten. Durch dieses Geschenk fühlte sich Yohannes besonders geehrt. Es ist anzunehmen, dass Rohlfs mit seiner besonderen Kenntnis von Abessinien bei der Auswahl des Geschenkes mitgewirkt hat. Im Gegenzug erhielt Rohlfs ebenfalls wertvolle Geschenke.